# Llucia Ramis i Laloux
Llucia Ramis i Laloux   (Palma, 23 d'abril de 1977) és periodista i escriptora. Llicenciada en Ciències de la Comunicació per la Universitat Autònoma de Barcelona, ha col·laborat en diversos mitjans de comunicació, entre els quals Diario de Mallorca, la revista literària Quimera, COM Ràdio, RAC 1, Catalunya Ràdio, Ara Balears, El Periódico i l'edició catalana d'El Mundo. Actualment, és col·laboradora de La Vanguardia.
Va debutar amb la novel·la Coses que et passen a Barcelona quan tens 30 anys (Columna, 2008), que va recollir molt bones crítiques. El 2010 va guanyar el Premi Josep Pla amb la seva segona novel·la Egosurfing (Destino, 2010). És autora de Tot allò que una tarda morí amb les bicicletes (Columna/Libros del Asteroide, 2013). El seu llibre Les possessions va obtenir el Premi Anagrama de novel·la en català el 2018. Ha participat en els reculls col·lectius Odio Barcelona (2008), Matar en Barcelona (2009), Gira Barcelona (2016) i Risc (2017), entre d'altres.

## Biografia
Va néixer a Palma el 1977. És llicenciada en Ciències de la Comunicació per la Universitat Autònoma de Barcelona. Va residir a la Sagrera durant nou anys, també a la Sagrada Família i a Gràcia. Ha col·laborat en diversos mitjans de comunicació: va ser redactora en cap de la revista literària Quimera, ha treballat a la secció de cultura del Diario de Mallorca i actualment col·labora a La Vanguardia, RAC 1 i Catalunya Ràdio. Va ser directora i presentadora del programa "Això no és Islàndia" a IB3. Les seves dues primeres novel·les foren escrites a la Sagrera. La primera que va veure la llum va ser Coses que et passen a Barcelona quan tens 30 anys (Columna, 2008). El 2010 va guanyar el Premi Josep Pla amb la seva segona novel·la Egosurfing (Destino, 2010). A finals del 2010 l'Obra Cultural Balear (OCB) li va concedir el premi Bartomeu Rosselló-Pòrcel, que reconeix una persona o col·lectiu jove que hagi excel·lit en el camp de l'animació cultural, de la investigació (artística, humanística o científica) o de la creació. Després de publicar Tot allò que una tarda morí amb les bicicletes, l'any 2013 va rebre el premi Time Out al creador de l'any. El 2018 guanya el Premi Llibres Anagrama amb Les possessions, publicat en castellà per Libros del Asteroide.
També ha escrit relats curts com La gran Madame recollit en el llibre Odio Barcelona (Melusina, 2008) i La vergüenza en el llibre Matar en Barcelona (Alpha Decay, 2010).

## Obra
- 2008: Coses que et passen a Barcelona quan tens 30 anys (Barcelona: Columna)
- 2010: Egosurfing (Barcelona: Destino)
- 2013: Tot allò que una tarda morí amb les bicicletes (Barcelona: Columna)
- 2018: Les possessions (Barcelona: Anagrama)
- 2020: 50 llibres que m'han canviat la vida[4]

## Premis
- 2010: Premi Josep Pla de narrativa per Egosurfing.
- 2010: Premi Bartomeu Rosselló-Pòrcel, en reconeixement en el camp de l'animació cultural.[5]
- 2013: Premi Time Out al millor creador.[6]
- 2018: Premi Anagrama de novel·la en català per Les possessions.[7]
- 2018: Premi Diario de Mallorca de Literatura.[8]